# Heimatschutz (Bundeswehr)
Heimatschutz der Bundeswehr (HSch) umfasst die Aufgaben, die im Rahmen der gesamtstaatlichen Sicherheitsvorsorge zum Schutz Deutschlands und seiner sich auf deutschem Hoheitsgebiet befindlichen Bürger außerhalb des Spannungs- und Verteidigungsfalls durch die Bundeswehr wahrzunehmen sind.
Aktuell wird der Auftrag des Heimatschutzes durch nichtaktive Heimatschutzkompanien (HSchKp), die größtenteils mit Reservisten besetzt sind, erbracht. Seit 1. April 2025 gehören alle Heimatschutzkompanien zu jeweils einem von sechs Heimatschutzregimentern, welche wiederum einer Heimatschutzdivision und dem Kommando Heer unterstellt sind.

## Geschichte

### Kalter Krieg und Auflösung (1961–2007)
In der Bundeswehr begann 1961 der Aufbau einer Territorialreserve als Teil des Territorialheeres, die ab 1965 als Heimatschutztruppe bezeichnet wurde und in der hauptsächlich Reservisten dienten. Sie war mit der Heeresstruktur III ab Anfang der 1970er Jahre gegliedert in Heimatschutzkommandos und Heimatschutzregimenter, die 1981 im Rahmen der Heeresstruktur IV in Heimatschutzbrigaden umgegliedert wurden. Mit Ende des Kalten Krieges wurden sie mit der Heeresstruktur V (N) bis 1993 außer Dienst gestellt. Teile blieben als Heimatschutzbataillone bestehen, wurden jedoch bis zum 1. April 2007 aufgelöst. Die Heimatschutztruppe zählte in dieser Zeit zur Jägertruppe der Bundeswehr, war jedoch durch das Fehlen etwa einer schweren Jägerkompanie nur bedingt mit aktiven Jägerbataillonen vergleichbar.

### Neuaufstellung (2012–2025)
Die wesentliche Verkleinerung im Rahmen der Neuausrichtung der Bundeswehr zog 2011 politische Bedenken über die zukünftige Gewährleistung des Heimatschutzes nach sich. Mit der „Konzeption der Reserve (KdR)“ von 2012 wurde daraufhin die Aufstellung von Regionalen Sicherungs- und Unterstützungskräften (RSUKr) beschlossen. Am 15. Juni 2012 wurde in Bremen die erste Regionale Sicherungs- und Unterstützungskompanie (RSUKp) als RSUKp Bremen aufgestellt. Die Aufstellung weiterer Kompanien erfolgte im Laufe des Jahres 2013, zuletzt am 22. November 2013 in Berlin.
Ein Pilotprojekt zur Wiederaufstellung von Heimatschutzverbänden in Form von Landesregimentern begann am 1. April 2019 mit dem Landesregiment Bayern. Die drei fränkischen der sieben bestehenden bayerischen RSU-Kompanien wurden dem Regiment unterstellt. Daraufhin wurde am 6. April 2021 die Aufstellung von fünf weiteren Regimentern bis 2025 bekanntgegeben. Die Heimatschutzregimenter sollen als Verbund den Kern der Territorialen Reserve darstellen und die Regionalen Sicherungs- und Unterstützungskompanien bzw. Heimatschutzkompanien führen. Soldaten des Freiwilligen Wehrdienstes im Heimatschutz sollten ebenfalls dort eingesetzt werden.
Zum 1. August 2021 wurden alle bisherigen RSU-Kompanien in Heimatschutzkompanien (HSchKp) sowie das Landesregiment Bayern in Heimatschutzregiment 1 umbenannt. Daraufhin wurden im Februar 2022 das Heimatschutzregiment 2 mit den Kompanien aus Nordrhein-Westfalen, im Oktober 2023 das Heimatschutzregiment 3 mit den Kompanien aus Niedersachsen sowie im September 2024 das Heimatschutzregiment 4 mit den Kompanien aus Hamburg, Mecklenburg-Vorpommern und Schleswig-Holstein aufgestellt. Am 11. Oktober 2024 wurde das Heimatschutzregiment 5 mit den hessischen Kompanien aufgestellt und im Oktober 2025 soll das Heimatschutzregiment 6 in Berlin aufgestellt werden.

### Heimatschutz beim Heer (seit 2025)
Zum 1. April 2025 wurden die Heimatschutzregimenter und Heimatschutzkompanien, die bisher den Landeskommandos des jeweiligen Bundeslands unterstellt waren, dem Kommando Heer unterstellt. Übergeordnet wurde im Vorfeld eine Heimatschutzdivision aufgestellt. Alle Heimatschutzkompanien werden einem der sechs Heimatschutzregimenter zugeordnet. Geplant ist mittelfristig die Aufstellung von bis zu zwölf Heimatschutzregimentern.

## Auftrag
Der Auftrag der Heimatschutzkräfte (HSchKr) ist nach Aktivierung der Einsatz zu Schutz- und Sicherungsaufgaben sowie den Objektschutz im Rahmen der Landes- und Bündnisverteidigung bzw. im Verteidigungs- und Spannungsfall. Hinzu kommen Aufgaben bei der Unterstützung beim Host Nation Support befreundeter Streitkräfte sowie in der Unterstützung des zivilen Katastrophenschutzes bei schweren Naturkatastrophen oder Unglücksfällen.
Jeder wehrrechtlich verfügbare Reservist kann in die Heimatschutzkräfte beordert werden. Der Aufwuchs wird durch eine für den Einsatz notwendige Ausbildung und Ausstattung lagegerecht begleitet. Regional zugeordnete Patentruppenteile unterstützen die Heimatschutzkräfte. Die Organisationsstrukturen berücksichtigen regionale Gegebenheiten und vorhandene personelle Potenziale. Sie können bei Bedarf flexibel angepasst werden.

## Inhalte und Ausbildung
- Umgang und Schießen mit Handwaffen
- Umgang mit Sperren und Kampfmitteln
- Orientieren im Gelände
- Gefechts- und Geländedienst, Biwak
- Wachausbildung
- Raum- und Objektschutz, Betreiben von Checkpoints
- Politische Bildung, Innere Führung, Wehrrecht
- Formaldienst
- Sanitätsausbildung Einsatzersthelfer
- Fernmeldeausbildung Truppenfernmeldedienst
- ABC-Abwehr und Brandschutz
- Individuelle Grundfertigkeiten (IGF) und körperliche Leistungsfähigkeit (KLF)

## Personal
Die Heimatschutzregimenter bestehen aus mehreren Heimatschutzkompanien. Die Sollstärke einer Heimatschutzkompanie beträgt 135 Soldaten. Deutschlandweit sind derzeit etwa 4000 Dienstposten vorgesehen. Geplant sind bis zu 6000 Dienstposten.
Das Personal generiert sich aus Reservisten. Diese waren zuvor aktive Soldaten (Berufssoldaten, Soldaten auf Zeit und freiwillig Wehrdienstleistende) oder erhielten ihre militärische Ausbildung im Rahmen der Ausbildung Ungedienter für die Reserve.
Die Teilnahme an Reservedienstleistungen (RDL) und Dienstlichen Veranstaltungen (DVag) im Heimatschutz ist nach bestandener Grundausbildung im Alter zwischen 17 und 65 Jahren möglich.

## Ausrüstung und Uniform

### Ausrüstung
Die meisten Heimatschutzkompanien verfügen über eine begrenzte Anzahl eigener Ausrüstungsgegenstände, Fahrzeuge und Waffen. Diese werden je nach Auftrag und Lage durch die lokalen Partnerverbände ergänzt. Ziel ist es, die Heimatschutzkräfte im selben Maße wie die aktiven Verbände auszustatten.
Die persönliche Ausrüstung der Soldaten aus dem „Ausstattungssoll Heimatschutz“ ist zu großen Teilen mit der der aktiven Truppe mit ähnlichem Auftrag identisch.

### Uniform
Die Soldaten im Heimatschutz blieben bis zur Aufstellung der Heimatschutzdivision üblicherweise ihrer bisherigen Teilstreitkraft und Truppengattung zugeteilt und trugen die entsprechende Uniform und Kennzeichen (z. B. Waffenfarbe, Litze und Kopfbedeckung). Im Rahmen der „Tagung der Reserve der Bundeswehr 2023“ wurde ein Entwurf einer einheitlichen Kopfbedeckung für Heimatschutzkräfte vorgeschlagen und erörtert. Im Februar 2025 trat der designierte Kommandeur der zu diesem Zeitpunkt noch nicht aufgestellten Heimatschutzdivision Generalmajor Andreas Henne erstmals mit dem neuen steingrau-oliven Barett und dem neuen  Barettabzeichen, einem Eichenlaubumrandeten Eisernem Kreuz mit zwei gekreuzten Gewehren darunter, öffentlich auf.

## Gliederung und Standorte
Alle Heimatschutzkompanien sind seit 1. April 2025 einem von derzeit sechs Heimatschutzregimentern unterstellt, welche wiederum der neu aufgestellten Heimatschutzdivision unterstellt sind.

## Dokumentationen
- 17 Tage intensive Ausbildung beim Heimatschutz in der Bundeswehr, Dokumentarfilm, Deutschland 2024, 30:38 Min., Eva Oswald, Christopher Paul, SWR im Rahmen der Landesschau Baden-Württemberg (Video bei YouTube)
- Im Einsatz für den Heimatschutz: Wie sich Freiwillige auf den Ernstfall vorbereiten, Dokumentarfilm, Deutschland 2024, 10:57 Min., ZDF (Video bei YouTube)
- Ausbildung zum Reservisten beim Heimatschutz der Bundeswehr, Dokumentarfilm, Deutschland 2024, 16:05 Min., SWR im Rahmen der Landesschau Rheinland-Pfalz (Video in der ARD-Mediathek)
- Übung der Heimatschutztruppe, Dokumentarfilm, Deutschland 1976, 9:22 Min., Bundeswehr (Video bei YouTube)